# El Crestón
El Crestón är en ort i Mexiko.   Den ligger i kommunen Tula de Allende och delstaten Hidalgo, i den sydöstra delen av landet, 70 km norr om huvudstaden Mexico City. El Crestón ligger 2 070 meter över havet och antalet invånare är 563.
Terrängen runt El Crestón är kuperad åt sydväst, men åt nordost är den platt. Runt El Crestón är det ganska tätbefolkat, med 185 invånare per kvadratkilometer. Närmaste större samhälle är Tula de Allende, 2,6 km öster om El Crestón. I omgivningarna runt El Crestón växer huvudsakligen savannskog.